# Acacia adenostylis
Acacia adenostylis é uma espécie de leguminosa do gênero Acacia, pertencente à família Fabaceae.